# Carral
Carral település Spanyolországban, A Coruña tartományban. Carral Abegondo, Mesía, Cerceda, Culleredo, Cambre és Ordes községekkel határos. Lakosainak száma 6775 fő (2024).

## Népesség
A település népessége az utóbbi években az alábbiak szerint változott:
| Lakosok száma | 5282 | 5453 | 5579 | 5770 | 6064 | 6118 | 6172 | 6408 | 6574 | 6775 |
|               | 2001 | 2004 | 2006 | 2009 | 2011 | 2014 | 2016 | 2019 | 2021 | 2024 |